# Lambert van Haven
Lambert van Haven (16. april 1630 i Bergen – 9. maj 1695 i København) var en dansk-norsk arkitekt, maler, kgl. bygmester og generalbygmester, der var blandt de første til at indføre barokstilen i dansk arkitektur.
Lambert van Haven var en dansk bygmester og maler, søn af skildreren Salomon van Haven og født i Bergen 16. april 1630. Allerede i 1653 var han kgl. bygmester og siden 28. maj samme år gift, og endnu samme år rejste han, ledsaget af sin broder, maleren Michael van Haven og formodentlig også af sin unge kone, for kgl. regning til Italien for yderligere at uddanne sig. Vistnok med flere og lange afbrydelser var han i udlandet 15-16 år; fra 1669 eller 1670 er han igen til stadighed hjemme og har straks stor medbør: skønt der var flere andre ældre kgl. bygmestre, som Evert Janssen og Hans van Steenwinckel den yngste, forfremmedes van Haven snart efter sin hjemkomst til generalbygmester (1671), blev inspektør over kongens malerier og billedhuggerarbejder og fik en årlig "besoldning" af 1500 rdl. kurant, en den gang meget betydelig løn. Som generalbygmester havde van Haven nok at tage vare, både med selv at arbejde for hans majestæt. Og med på kongens vegne at slutte akkorder med hoffets forskellige håndværkere og kunstnere, endog med stempelskærerne. Efter kgl. ordre af 1670 havde Hans van Steenwinckel gjort planen og forfærdiget modellen, efter hvilken Københavns Nørreport skulle opføres, men næste år kom de rådende på andre tanker, og det overdroges van Haven at udarbejde en ny plan og gøre tegninger til nævnte port, som så opførtes efter disse. I 1673-75 gjorde van Haven og Joh. Franck en stor og dyr stenfontæne til Jægersborg hundegård; den kostede ikke mindre end 1240 rdl. k., af hvilken sum Franck, som udførte arbejdet, kun fik den mindste del; i 1674 ombyggede van Haven porthuset på Jægersborg, og i 1682 påbegyndte han sit hovedværk, Vor Frelsers Kirke på Christianshavn. Grundstenen til kirken blev lagt 19. oktober 1682, men indvielsen fandt først sted 19. april 1696, et års tid efter van Havens død (spiret er bygget langt senere, 1748-50 efter tegninger af Lauritz de Thurah).
Som maler var van Haven ligeledes virksom for kongen og hoffet: til Jægersborg gjorde han en Apollo, en Mars, en Minerva og en Herkules, alle lige store; endvidere det danske rigsvåben til Rosenborg, Christian V i salvingsdragt, H. Løvenhjelms portræt osv. I 1671 sluttedes der kontrakt mellem Københavns Universitet og van Haven om "et Kontrafej" til en altertavle i Trinitatis Kirke (alteret her ødelagdes i byens brand 1728).
Van Haven blev en anset og velhavende mand. Da i 1680 terrænet mellem Stormgade og Ny Kongensgade blev bebygget, slog van Haven sig ned der og opførte rimeligvis selv sit senere våningshus, det nuværende Harboeske Enkefrukloster i Stormgade. Hvad hans første hustru hed, og når hun døde, vides ikke; 17. november 1674 ægtede han Anne Pedersdatter Slange (f. 1653 i Slagelse, datter af provst, senere biskop Peder Villadsen og Dorethe Nielsdatter), med hvem han fik en hoben børn, mindst 11. Van Haven døde i København 9. maj 1695 og er begravet i Trinitatis Kirke. Han efterlod sig en del malerier og kobberstik, som afkøbtes hans enke for kgl. regning, og som kom henholdsvis på Kunstkammeret og Det kgl. Bibliotek. Hans enke hensad i gode kår og døde først 28. august 1729.
Ved sine lange studieophold i udlandet (særlig rejsen 1668-70) havde van Haven nydt en usædvanlig alsidig og grundig uddannelse, hvorom hans talrige bevarede studieblade (i Kobberstiksamlingen) vidner. Han dyrkede såvel billedkunst som arkitektur og antikviteter, gjorde betydelige kunstindkøb til kongen og anlagde selv samlinger af bøger, kobberstik etc. Ved sin udnævnelse til generalbygmester og "Inspector over Pictura og Sculptura og alle didhen hørende Kunster" samt første hofmaler fik han en overordentlig magtstilling i den danske kunstverden, af kongen tænkt som et sidestykke til overintendant- (generaldirektør-)embedet i Ludvig XIVs Frankrig; van Haven skulle udfylde både en Le Bruns og en Hardouin-Mansarts roller i Danmark. Hans betydning for vor kunst blev også stor, især inden for arkitekturen, hvor hans bedste evner kom til udfoldelse. Van Haven har indført den klassiske europæiske barok i dansk bygningskunst, hans behandling af enkeltheder viser gerne nederlandsk (hollandsk) påvirkning, men italiensk stil er oftest bestemmende for hans helhedssyn; franske forbilleder mærkes bag hans interiørkunst (audienssalen på Frederiksborg Slot). Sofie Amalienborg er en studie over den italienske barokvilla (casino med transversale gallerier og endepavilloner), Niels Juels (Thotts) Palæ og det dermed beslægtede bielke'ske palæ kongens nytorv mas betragtes som tilhørende typen +villa suburbanm med lav, attikalignende belvedere; men stilformerne er hollandske. Van havens betydeligste og mest personlige værk er Vor Frelsers Kirke, hvis magtfulde rumvirkning og ydre leddeling ved kolossalpilastre vidner klart om hans kunstneriske modenhed og sans for enkle monumentale virkninger. Også Kronværksporten på Kronborg er et arbejde af megen fynd. Van Havens vægtige pilasterstil lever videre i operahuset (1701), men afløses ellers i 1700-tallets første tiår af en lettere, italieniserende stil (pudsarkitektur), delvis virket af Nicodemus Tessin den yngre, hvis projekt (1693) til Amalienborg Slot havde medført opgivelsen af van Havens slotsplaner.
Van Havens arbejder som billedkunstner er så sparsomt bevarede, at vi vanskeligt kan fælde en samlet dom; hverken Rosenkrantz-monumentet eller tegningen til alteret i Vor Frelsers Kirke var betydelige arbejder.

## Uddannelse og Rejser
Formentlig Elev af Faderen; Studierejser i Italien 1653 ff. og 1660-61; i Tyskland, Italien, Frankrig og Nederlandene 1668-70 (for kgl. Regning). Embeder og Hverv: Generalbygmester og Første Hofmaler (pictor primarius) 1671.

## Værker

### Bygningsværker
Nørreport (1671); Fuldførelse af Sofie Amalienborg Slot (c. 1670-75; tilskrevet); Ombygning af +Det blaa Lysthus* (senere Herculespavillonen) i Kgs. Have (1671-72); +Lysthuset med de 4 Knapper* sst. (c. 1672, samme indgaaet i Gardens Kaserne); Rosenborg-Porten mod Østervold (1672); den oprindelige Kommandantbolig ved Rosenborg (1672, komplet ombygget af Fortling); Byggearbejder paa Griffenfelds Gaard paa Købmagergade (1671-75) og det Griffenfeldske Kapel ved Helligaandskirken; Projekt til nyt Kongeslot paa Slotsholmen (1680erne, kendt især gennem Tegning og Beskrivelse af N. Tessin d. Y.); Charlottenborgs Østfløj med Kuppelsalen (ml. 1680 og 83; tilskrevet); Ombygning af Lundehave, det senere Marienlyst (1682); Frelsers Kirke paa Chr.havn (grundlagt 1682, ændret Projekt til Spiret 1690); Konseilsalen og Løngangen paa Fr.borg (1680-87); Niels Juels (senere Thotts) Palæ paa Kgs. Nytorv (1683-86; tilskrevet); Kronværksporten paa Kronborg (1690); Juellund (1695, nedbrudt 1918; tilskrevet). Skulpturarbejder: Udkast til Gravmæler bl.a. over Niels Rosenkrantz i Trinitatis Kirke (1676, ødelagt 1728) og over Niels Juel i Holmens Kirkes Kapel (senere ændret; tilskrevet); Tegn. til Fr. III.s og Sophie Amalies Sarkofager i Roskilde Domkirke; Udkast til Altre i Trinitatis Kirke (brandt 1728) og til Frelsers Kirke (ikke udf.) samt til Fontæner paa Jægersborg (1673-75); Udkast til Buste af Chr. V (Rosenborg).

### Malerier
Portrætter af Chr. V i Salvingsdragt (Stilaf Willem van der Laegh 1674) samt af Generalerne Erik Rosenkrantz (Stik af Hubert van Schaten) og Hans Løwenhielm (Stik af Hubert van Schaten 1,689) (alle kun kendt gennem Kobberstik), af U. F. Gyldenløve og Admiral H. Bielke (ikke bevarede); Altertavle til Trinitatis Kirke (ikke bevaret); Epitafium over Præstefamilien Lammers (1647, tilskrevet; Bergens Mus.); desuden Forlæg til Titelkobber for Elefantordenens Statutter 1693 (stukket af Hubert van Schaten).